# 他莎翁·巴迪素乍伦
他莎翁·巴素乍伦（皇家轉寫：Thaksa-on Phaksukcharoen，1980年10月27日—），小名阿夫，是一位泰国女演员。

## 早年经历
他莎翁·巴素乍伦出生于1980年10月27日，小学是拜乌东学校，初中级高中在泰国北王后学校就读，为朱拉隆功大学的沟通艺术学院本科毕业生。她的专业是广告学。在大学就读的时候，她有机会和大学的体育运动人员一起出演舞台剧。

## 演艺经历
他莎翁中4的时候就已经踏入娱乐圈，拍了不少广告。她出演的第一部电视剧是《米·猜班差 生命的幻想》（มิตร ชัยบัญชา มายาชีวิต），扮演米·猜班差的第一个妻子灵道·达鲁尼。后来扮演《纳黎萱·马哈拉吉的传奇》（ตำนานสมเด็จพระนเรศวรมหาราช）里的玛尼占。
他莎翁大多数都跟泰国三台合作，譬如说《嫉妒》（ริษยา）、《二手男人》（ผู้ชายมือสอง）、《真爱彩票》（มนต์รักลอตเตอรี่）、《爱的领悟》（จอมใจ）、《宋家兄弟》（ตี๋ตระกูลซ่ง）、《爱的被告》等等。

## 社會
他莎翁当选为泰国文化部的副发言人。

## 個人生活
2012年4月22日，Aff与Songkran Techanarong订婚。
2012年5月4日，两人在曼谷举行婚礼。
2015年1月1日，Aff生下女儿Peemai。
2017年11月，Aff向媒体宣布与Songkran分居一年，并于2018年离婚。
2023年，通過合作電視劇《下一站是幸福》，與男主角查農·桑提納同庫（Nonkul）因戲生情。

## 影视作品

### 电视剧
| 年份 | 电视剧                   | 角色                        | 电视台   |
| ---- | ------------------------ | --------------------------- | -------- |
| 2003 | 《嫉妒》                 | 蒙拉差翁万西卡              | 泰国三台 |
| 2004 | 《二手男人》             | 差叻莱                      | 泰国三台 |
| 2005 | 《米·猜班差 生命的幻想》 | 灵道·达鲁尼                 | 泰国七台 |
| 2006 | 《真爱彩票》             | 娜拉                        | 泰国三台 |
| 2006 | 《宋家兄弟》             | 曼差里/蒙李                 | 泰国三台 |
| 2007 | 《爱的领悟》             | 蒙拉差翁卡诺叻卡 （埃女士） | 泰国三台 |
| 2007 | 《爱情花开的时候》       | 赛迈 （迈）                 | 泰国三台 |
| 2008 | 《爱的被告》             | 索叻亚                      | 泰国三台 |
| 2008 | 《牡丹最后一瓣》         | 丹永                        | 泰国三台 |
| 2008 | 《裂心》                 | 触叻达·布叻那博             | 泰国三台 |
| 2009 | 《彩虹月亮》             | 拜帕（小蓝）                | 泰国三台 |
| 2009 | 《焦糖》                 | 图玛                        | 泰国三台 |
| 2010 | 《一诺倾情》             | 瓦尼达                      | 泰国三台 |
| 2011 | 《功德之火》             | 宾玛叻                      | 泰国三台 |
| 2011 | 《丝上的痕迹》           | 玛尼林                      | 泰国三台 |
| 2020 | 《重生之愛》             | Rarapee                     | One 31   |
| 2023 | 《黑色貞潔》             | Prang                       | 泰国三台 |
| 2023 | 《下一站是幸福》         | Yin                         |          |
| 2024 | 《婚姻戰爭》             | Buabongkot（Bua）           | One 31   |

### 电影
- 2007 《纳黎萱·马哈拉吉的传奇 勃固的人质》配音
- 2007 《纳黎萱·马哈拉吉的传奇 解放》，玛尼占
- 2009 《下一站說愛你》，格維達
- 2014 《纳黎萱·马哈拉吉的传奇 象战》

### 电视剧主题曲
- 2008：心裂的主题曲
  - 《我的心属于你》（ใจฉันเป็นของเธอ）
- 2009：月亮彩虹主题曲
  - 《一段距离》（素格力·威塞哥合作)

### 獲獎經歷
2025年5月14日，憑藉《婚姻戰爭》在Komchadluek Awards（KCL）獲得最佳女主角獎